# Parachtes teruelis
Parachtes teruelis är en spindelart som först beskrevs av Kraus 1955.  Parachtes teruelis ingår i släktet Parachtes och familjen ringögonspindlar.
Artens utbredningsområde är Spanien. Inga underarter finns listade i Catalogue of Life.